# Astymachus japonicus
Astymachus japonicus är en stekelart som beskrevs av Howard 1898. Astymachus japonicus ingår i släktet Astymachus och familjen sköldlussteklar.
Artens utbredningsområde är:
- Pakistan.
- Sri Lanka.

Inga underarter finns listade.